# Balam Sempurna
Balam Sempurna is een bestuurslaag in het regentschap Rokan Hilir van de provincie Riau, Indonesië. Balam Sempurna telt 24.366 inwoners (volkstelling 2010).